# Sweet James Jones Stories
Sweet James Jones Stories – pierwszy solowy debiutancki album Pimpa C. Wydany w wytwórni Rap-A-Lot 4 Life. Produkcją zajęli się Leroy Williams, Wendell Springer i Mike Dean. Album w całości został nagrany w domowym studiu tego ostatniego o nazwie „House Of Hits”. Istnieje również wersja bootleg tego albumu nagrana przez Pimp C kiedy siedział w więzieniu.

## Lista utworów
| #  | Tytuł               | Zaproszeni goście     | Długość |
| -- | ------------------- | --------------------- | ------- |
| 1  | Hogg In The Game    |                       | 3:10    |
| 2  | Swang Down-10 A Key |                       | 4:29    |
| 3  | I'm A Hustler       |                       | 4:19    |
| 4  | Coming Up           | Z-Ro & Lil’ Flip      | 4:57    |
| 5  | I'sa Playa          | Bun B, Twista & Z-Ro  | 4:37    |
| 6  | I Know U Strapped   |                       | 5:08    |
| 7  | I Gotta Thang       |                       | 5:37    |
| 8  | Slow Down           | Cory Mo, Young Porter | 5:19    |
| 9  | Get My Money        |                       | 2:47    |
| 10 | Young Prositute     |                       | 3:54    |
| 11 | Everytime           | Devin the Dude        | 4:29    |
| 12 | A Thin Line         | Cory Mo               | 3:56)   |
| 13 | My Angel            |                       | 3:50    |
| 14 | Young Ghetto Stars  | Z-Ro & Trae           | 4:25    |